# Helonastes
Helonastes é um gênero de mariposa pertencente à família Crambidae.